# 이재원 (미스코리아)
이재원(1977년 ~ )은 1998년 미스코리아 선(善)이다.